# Giuseppe Bartolomeo Caccia
Giuseppe Bartolomeo Caccia (Torino, ... – Torino, 1749) è stato un medico, botanico e docente italiano fu il primo direttore dell'Orto Botanico di Torino..

## Biografia
Giuseppe Bartolomeo Caccia, che era nato a Torino, fu medico di grande fama e primo direttore benemerito dell'Orto Botanico dell'Università di Torino nella quale oltre alla cattedra di medicina tenne quella di botanica, tra i suoi allievi ebbe Carlo Allioni e fu in corrispondenza con Pier Antonio Micheli, il padre della moderna micologia. La sua nomina alla cattedra di botanica era avvenuta nel 1729.
In un'epoca in cui la botanica era volta soprattutto allo studio delle varietà vegetali aventi proprietà medicamentose, i cosiddetti "semplici", l'orto botanico aveva soprattutto una finalità di servizio alla comunità. Pertanto il Caccia si occupò inizialmente non solo della loro coltivazione ma si dedicò allo studio critico del loro utilizzo ed in pratica avviò una revisione in senso farmacologico al fine di ridurre usi impropri o superstiziosi.

Nel 1839 venne eletto consigliere del Protomedicato e nel 1742 primo consigliere.

Tuttavia, l'iniziativa a cui è legato particolarmente il nome del Caccia è  l'aver dato inizio alla realizzazione della "Iconographia Taurinensis" chiamando il pittore botanico Giovanni Battista Morandi (Milano,1732/1745) che inizia l'opera circa disegnando e acquerellando 400 tavole.
 Quando negli anni sarà completa, quest'opera conterà sessantaquattro volumi, con quasi settemilacinquecento tavole disegnate e acquerellate; splendida illustrazione grafico-pittorica delle varietà coltivate nell’Orto Botanico di Torino nel secolo XVIII.

### Annotazioni
1. ↑  Oreste Mattirolo afferma inoltre: «...del Caccia è noto solo che era nato a Torino e che Vi morì nell'anno 1749 ma, per quante ricerche io abbia fatto, non sono riuscito a conoscere né l'anno né il giorno della nascita e neppure ritrovarne l'effigie...[la sua] è la sola effigie mancante alla "Iconographia Taurinensis"...».
2. ↑  «...La data coincide con il riconoscimento della botanica come disciplina universitaria e con l’istituzione della cattedra ordinaria all'Università di Torino...»

### Fonti
1. 1 2 3   Oreste Mattirolo, Nuovo documento che illustra l'opera di Giuseppe Bartolomeo Caccia, in Nuovo Giornale Botanico Italiano, XL, n. 4, Firenze, Stabilimento G. Pellas, 1933,  p. 548.
2. 1 2 3 4 5   Giuseppe Bartolomeo Caccia, su Museo della frutta - Torino. URL consultato il 15 febbraio 2024.